# Chalonnes-sur-Loire
Chalonnes-sur-Loire – miejscowość i gmina we Francji, w regionie Kraj Loary, w departamencie Maine i Loara.
Według danych na rok 2010 gminę zamieszkiwały 6 492 osoby, a gęstość zaludnienia wynosiła 168 osób/km².